# Jouni Ollila
Jouni Ollila, född 2 februari 1972, är en svensk musiker. Han är medlem i banden mz.412, Teleskop, Project-X, Little Blue Men, Von Aum, spelar solo som BURG, Ulvtharm och tidigare medlem i Mr Jones Machine och Pouppée Fabrikk.
Han är bror till Jarmo Ollila, som också har medverkat i många synthgrupper.